# Bernardino de Campos
Bernardino de Campos es un municipio brasileño situado en el estado de São Paulo. Tiene una población estimada, a fines de 2022, de 11 623 habitantes.

## Historia
Pasó a ser un municipio el 9 de octubre de 1923, por la Ley Estatal n° 1929, y fue instaurado el 22 de diciembre del mismo año. 
En 1886 era un pequeño poblado denominado Douradão, después nombrado como Figueira y posteriormente como distrito de la Paz y finalmente como Bernardino de Campos, en homenaje al presidente del estado de São Paulo de la época. 

## Geografía
Se localiza a una latitud 23º00'47" sur es a una longitud 49º28'27" oeste, a una altitud de 695 metros.
También conocido como "la Perla del Planalto", el municipio está rodeado por el río Paranapanema y el río Pardo.

## Demografía (censo de 2000)
Población total: 10.720
- Urbana: 9.326
- Rural: 1.394
- Hombres: 5.315
- Mujeres: 5.405

Densidad demográfica (hab./km²): 43,93
Mortalidad infantil hasta 1 año (por mil): 16,30
Expectativa de vida (años): 70,99
Tasa de fecundidad (hijos por mujer): 2,24
Tasa de Alfabetización: 89,53%
Índice de Desarrollo Humano (IDH-M): 0,779
- IDH-M Salario: 0,711
- IDH-M Longevidad: 0,766
- IDH-M Educación: 0,860

(Fuente: IPEADATA)